# Festival de Cinema de Torí
El Festival de Cinema de Torí, o Torino Film Festival (TFF), és un dels festivals de cinema més importants d'Itàlia, dedicat al cinema independent. Se celebra cada mes de novembre i és el segon festival de cinema més gran d'Itàlia, després del Festival de Cinema de Venècia. Va ser fundat el 1982 pel crític de cinema i professor Gianni Rondolino com a Festival Internazionale Cinema Giovani o el Festival de Cinema Jove. Alguns directors del festival han sigut Alberto Barbera, Stefano della Casa, Giulia d'Agnolo, Roberto Turigliatto, Nanni Moretti i Gianni Amelio.

## Història

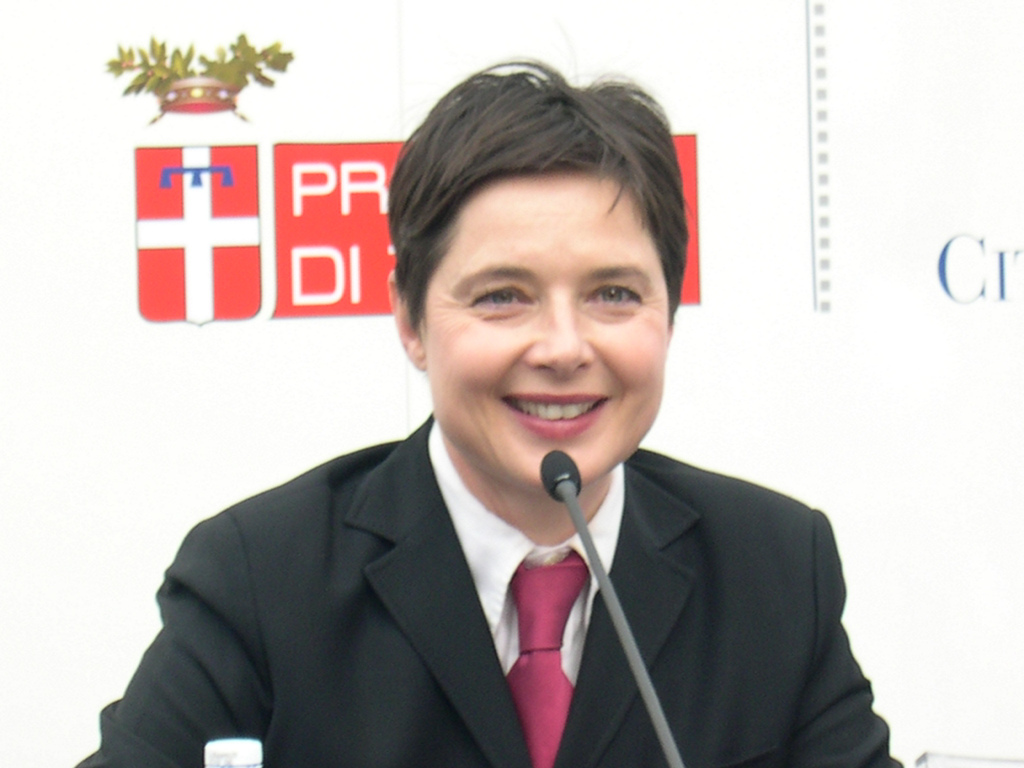
Isabella Rossellini al festival del 2005

Gianni Rondolino va fundar el Festival Internazionale Cinema Giovani el 1982 a Torí, una ciutat que estava en decadència econòmica. El festival, que atrau els grans noms del cinema italià i internacional, va ajudar a revitalitzar la ciutat, tant econòmicament com culturalment. Els primers directors van ser Rondolino i Ansano Gianarelli. El 1998, el nom de l'event va canviar a Festival de Cinema de Torí. El 2007, el director de cinema Nanni Moretti va ser designat director del festival, fet que va donar al festival renom nivell internacional. Moretti va deixar el càrrec el 2008, després de dos festivals, per centrar-se en el seu propi cinema. Va ser succeït pel director de cinema de Gianni Amelio. Se celebra al Museu nacional del cinema de la ciutat.

## Pel·lícules premiades
En cada edició el festival premia al millor llargmetratge. Els darrers guanyadors han sigut:
| Any  | Títol               | Director                    | País          |
| ---- | ------------------- | --------------------------- | ------------- |
| 2013 | Club Sandwich       | Fernando Eimbcke            | Mèxic         |
| 2012 | Shell               | Scott Graham                | Gran Bretanya |
| 2011 | Á Annan Veg         | Hafsteinn Gunnar Sigurðsson | Islàndia      |
| 2010 | Winter's Bone       | Debra Granik                | Estats Units  |
| 2009 | La bocca del lupo   | Pietro Marcello             | Itàlia        |
| 2008 | Tony Manero         | Pablo Larraín               | Xile/Brasil   |
| 2007 | Garage              | Leonard Abrahamson          | Irlanda       |
| 2006 | Honor de cavalleria | Albert Serra i Juanola      | Espanya       |

## Directors
- 1982-1983: Gianni Rondolino i Ansano Giannarelli
- 1984-1988: Gianni Rondolino
- 1989-1998: Alberto Barbera
- 1999-2002: Stefano Della Casa
- 2003-2006: Roberto Turigliatto i Giulia D'Agnolo Vallan
- 2007-2008: Nanni Moretti
- 2009-2012: Gianni Amelio
- 2013-: Paolo Virzì
- 2014 - 2019: Emanuela Martini
- 2020 - 2021: Stefano Francia di Celle
- 2022 - 2023: Steve Della Casa
- Des de 2024 - Giulio Base